# NGC 188
NGC 188 (другое обозначение — OCL 309) — рассеянное скопление в созвездии Цефей.
Одно из старейших скоплений в нашей галактике, его возраст оценивается в 5 миллиардов лет. Первая оценка Аллана Сендиджа равнялась 24 миллиардам лет, а Бёрнхем оценивает в 10-12 миллиардов.
Скопление состоит примерно из 120 звёзд. Находится на расстоянии 6 тыс. световых лет
Этот объект входит в число перечисленных в оригинальной редакции «Нового общего каталога».
Радиус ядра скопления составляет приблизительно 1,3 парсек, в то время как общий радиус составляет 21 парсек.
С помощью космического телескопа Хаббл астрономы обнаружили в скоплении звёзды, принадлежащие к классу голубых отставших звёзд. Они представляют собой редкий класс светил, спектры которых значительно больше смещены в синюю область, чем у остальных звёзд скопления, имеющих ту же светимость. Также они горячее обычных звёзд. Наиболее популярная теория объясняет их существование тем, что более старая соседняя звезда-компаньон сбрасывает звёздное вещество на соседнюю звезду, которая, таким образом, увеличивается в размерах и сильно разогревается. С течением времени «звезда-донор» выгорает и превращается в белый карлик. Благодаря данным, полученным с телескопа Хаббл, в скоплении NGC 188 были найдены 7 из 21 наблюдавшихся звёздных систем, имеющих компаньона белого карлика.